# Leslie Peak
Der Leslie Peak ist ein Felsvorsprung mit kegelförmigem Gipfel am Südende im ostantarktischen Kempland. Er ragt 8 km südlich des Mount Cook in der Leckie Range auf.
Kartiert wurde er anhand von Luftaufnahmen, die im Zuge der Australian National Antarctic Research Expeditions entstanden. Das Antarctic Names Committee of Australia (ANCA) benannte ihn nach Leslie D. Miller, Funker auf der Mawson-Station im Jahr 1964 und Mitglied eines Trupps zur Durchführung von Tellurometermessungen in der Leckie Range im Jahr 1965.